# ستانلي (ويسكونسن)
ستانلي (بالإنجليزية: Stanley, Wisconsin)‏ هي بلدة و مدينة من الدرجة الرابعة تقع في الولايات المتحدة في مقاطعة تشيبيوا. يقدر عدد سكانها بـ 3,608 نسمة ومساحتها 11.01 كم2 وترتفع عن سطح البحر 330 متر.

## التركيبة السكانية
قام مكتب تعداد الولايات المتحدة بتحديد بيانات التركيبة السكانية لستانلي في تعداد الولايات المتحدة. في ما يلي، التركيبة السكانية حسب تعدادي 2000 و2010.

### تعداد عام 2000
بلغ عدد سكان ستانلي 1,279 نسمة بحسب تعداد عام 2000، وبلغ عدد الأسر 576 أسرة وعدد العائلات 332 عائلة مقيمة في المدينة. في حين سجلت الكثافة السكانية 740.3 نسمة لكل ميل مربع (285.8/كم2). وبلغ عدد الوحدات السكنية 664 وحدة بمتوسط كثافة قدره 384.3 نسمة لكل ميل مربع (148.4/كم2).
وتوزع التركيب العرقي للمدينة بنسبة 98.98% من البيض و 0.55% من الأمريكيين الأصليين و 0.31% من الأمريكيين ذوي الأصول الآسيوية و 0.08% من سكان جزر المحيط الهادئ و 0.08% من عرقين مختلطين أو أكثر.
بلغ عدد الأسر 576 أسرة كانت نسبة 24.0% منها لديها أطفال تحت سن الثامنة عشر تعيش معهم، وبلغت نسبة الأزواج القاطنين مع بعضهم البعض 48.1% من أصل المجموع الكلي للأسر، ونسبة 6.8% من الأسر كان لديها معيلات من الإناث دون وجود شريك، وكانت نسبة 42.2% من غير العائلات. تألفت نسبة 39.8% من أصل جميع الأسر من أفراد ونسبة 24.0% كانوا يعيش معهم شخص وحيد يبلغ من العمر 65 عاماً فما فوق. وبلغ متوسط حجم الأسرة المعيشية 2.84، أما متوسط حجم العائلات فبلغ 2.12.
بلغ العمر الوسطي للسكان 47 عاماً. وكانت نسبة 22.3% من القاطنين تحت سن الثامنة عشر، وكانت نسبة 5.9% بين الثامنة عشر والأربعة وعشرون عاماً، ونسبة 18.8% كانت واقعةً في الفئة العمرية ما بين الخامسة والعشرون حتى والأربعة وأربعون عاماً، ونسبة 22.8% كانت ما بين الخامسة والأربعون حتى الرابعة والستون، ونسبة 30.3% كانت ضمن فئة الخامسة والستون عاماً فما فوق. يوجد لكل 100 أنثى 86.2 ذكر، ويوجد لكل 100 أنثى في الثامنة عشر من عمرها فما فوق 82.7 ذكر.
بلغ متوسط دخل الأسرة في المدينة 23,993 دولار، أما متوسط دخل العائلة فبلغ 35,074 دولار. وكان متوسط دخل الذكور 26,250 دولار مقابل 17,813 دولار للإناث. وسجل دخل الفرد الخاص بالمدينة 15,349 دولار. وكانت نسبة 5.7% من العائلات ونسبة 10.7% من السكان تحت خط الفقر، وكان من هؤلاء نسبة 12.6% تحت سن الثامنة عشر ونسبة 14.3% في الخامسة والستين من العمر وما فوق.

### تعداد عام 2010
بلغ عدد سكان ستانلي 3,608 نسمة بحسب تعداد عام 2010، وبلغ عدد الأسر 930 أسرة وعدد العائلات 532 عائلة مقيمة في المدينة. في حين سجلت الكثافة السكانية 863.2 نسمة لكل ميل مربع (333.3/كم2). وبلغ عدد الوحدات السكنية 1,006 وحدة بمتوسط كثافة قدره 240.7 لكل ميل مربع (92.9/كم2).
وتوزع التركيب العرقي للمدينة بنسبة 80.4% من البيض و 1.7% من الأمريكيين الأصليين و 0.6% من الأمريكيين ذوي الأصول الآسيوية و 0.2% من سكان جزر المحيط الهادئ و 16.6% من الأمريكيين الأفارقة و 0.3% من عرقين مختلطين أو أكثر.
بلغ عدد الأسر 930 أسرة كانت نسبة 30.0% منها لديها أطفال تحت سن الثامنة عشر تعيش معهم، وبلغت نسبة الأزواج القاطنين مع بعضهم البعض 40.9% من أصل المجموع الكلي للأسر، ونسبة 11.3% من الأسر كان لديها معيلات من الإناث دون وجود شريك، بينما كانت نسبة 5.1% من الأسر لديها معيلون من الذكور دون وجود شريكة وكانت نسبة 42.8% من غير العائلات. تألفت نسبة 37.8% من أصل جميع الأسر من أفراد ونسبة 21.3% كانوا يعيش معهم شخص وحيد يبلغ من العمر 65 عاماً فما فوق. وبلغ متوسط حجم الأسرة المعيشية 2.96، أما متوسط حجم العائلات فبلغ 2.26.
بلغ العمر الوسطي للسكان 37.6 عاماً. وكانت نسبة 15.1% من القاطنين تحت سن الثامنة عشر، وكانت نسبة 9% بين الثامنة عشر والأربعة وعشرون عاماً، ونسبة 39.1% كانت واقعةً في الفئة العمرية ما بين الخامسة والعشرون حتى والأربعة وأربعون عاماً، ونسبة 24.9% كانت ما بين الخامسة والأربعون حتى الرابعة والستون، ونسبة 12% كانت ضمن فئة الخامسة والستون عاماً فما فوق. وتوزع التركيب الجنسي للسكان بنسبة 68.8% ذكور و31.2% إناث.